# Classe Barbarigo
La classe Barbarigo era una classe di sommergibili della Regia Marina costruiti in 4 esemplari ed entrati tutti in servizio a partire dal 1915 al 1918.

## Unità

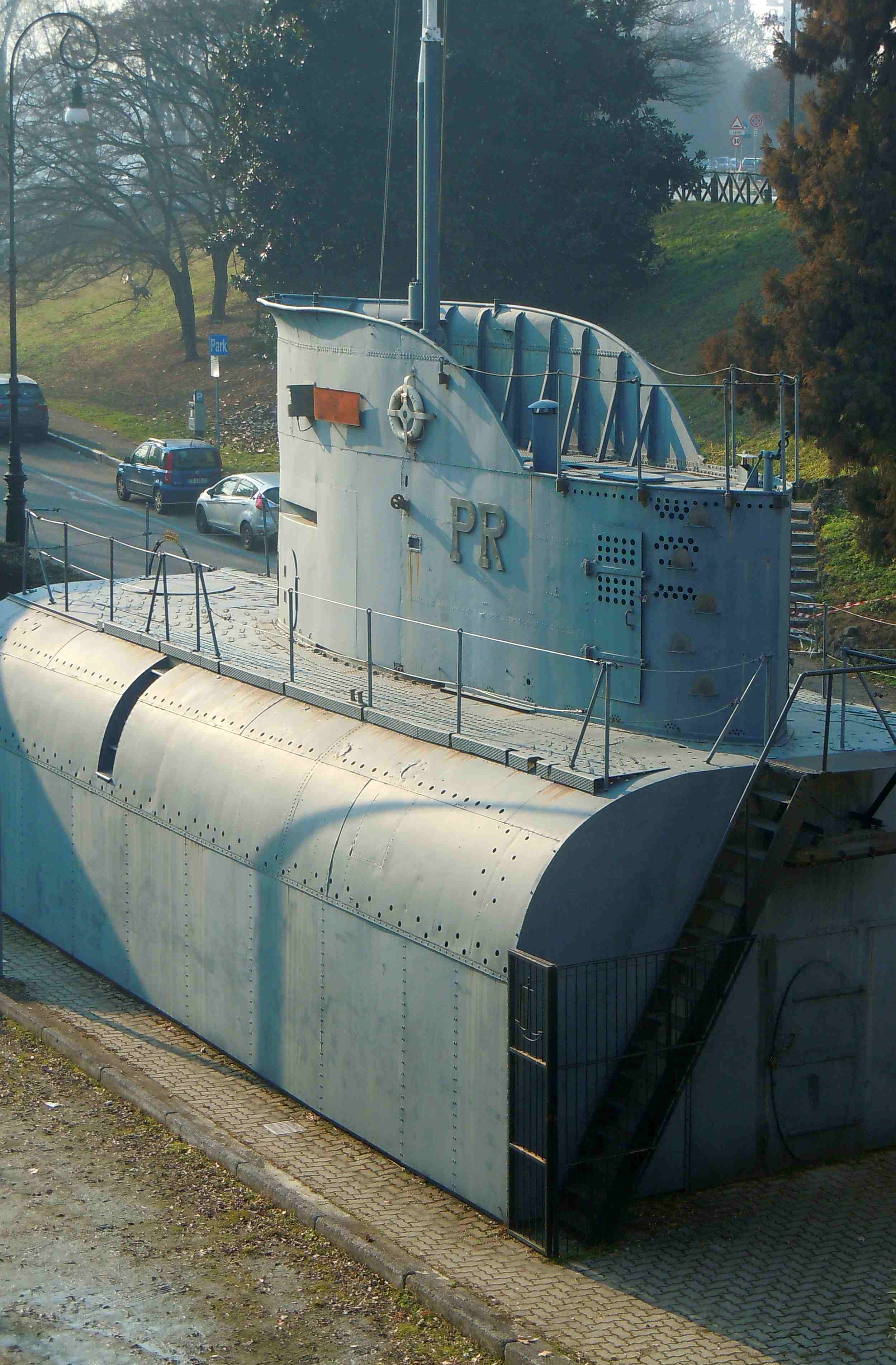
La sezione centrale dell'Andrea Provana, collocata a Torino nel parco del Valentino.

La classe era composta da quattro unità:
- Agostino Barbarigo
- Giacomo Nani
- Andrea Provana
- Sebastiano Veniero

Due (Barbarigo e Provana) entrarono in servizio nelle ultime settimane della prima guerra mondiale, mentre le altre due furono completate nel 1919.
Non svolsero mai attività bellica. Barbarigo e Provana parteciparono alla crisi di Corfù, in funzione di appoggio allo sbarco sull'isola.
Il Veniero affondò con tutto l'equipaggio nel 1925, durante un'esercitazione, speronato accidentalmente dal mercantile Capena.
Le altre tre unità, divenute in breve obsolete, furono radiate e demolite durante gli anni Venti e Trenta; torretta e parte dello scafo del Provana sono conservati a Torino.